# SV-Hochhaus
Das Hochhaus Süddeutscher Verlag (SV-Hochhaus), oft auch nur "SZ Tower", in München beherbergt die Zentrale des Süddeutschen Verlags sowie die Deutsche Journalistenschule. Es liegt im Gewerbegebiet des Stadtteils Zamdorf zwischen der Autobahn A 94 und der S-Bahn-Station Berg am Laim.
Das Hochhaus des Berliner Architekturbüros GKK+Architekten war anfänglich mit einer Höhe von 145 Metern geplant, musste aber umgeplant werden, nachdem sich ein Münchner Bürgerbegehren für ein Höhenlimit von 100 Metern außerhalb des Mittleren Rings ausgesprochen hat. Das Hochhaus erreicht nun eine architektonische Höhe von 103,00 m und eine Höhe (Dach) von 99,95 m. Das Gebäude hat 28 oberirdische Stockwerke. Insgesamt hat es eine Brutto-Grundfläche von 78.400 m², wobei 51.200 m² oberirdisch und 27.200 m² unterirdisch sind. Da die Brutto-Grundfläche sich durch die Umplanung nicht ändern sollte, wurde das Hochhaus zwar wesentlich niedriger, jedoch um einiges breiter als im ursprünglichen Entwurf. Im Keller befindet sich auch eine Tiefgarage mit 553 Stellplätzen.
Auf der gegenüberliegenden Straßenseite der Hultschiner Straße steht seit 1985 die Druckerei des Verlages.
Der erste Spatenstich erfolgte am 24. Januar 2006, die Grundsteinlegung war am 19. Mai 2006 und das Richtfest fand am 20. Juli 2007 statt. Das Hochhaus wurde von der Hochtief AG als Generalunternehmer errichtet.
Im Dezember 2007 verkaufte der Süddeutsche Verlag das Gebäude an die Münchner Vor-REIT-Gesellschaft Prime Office und mietete es für 15 Jahre zurück. Im November 2008 erfolgte der Umzug des Verlags aus dem Schwarzen Haus in der Münchner Altstadt in das Hochhaus. Der Verlag konzentriert dort 1850 Arbeitsplätze.
2010 erhielt das Gebäude als erstes Bürogebäude Deutschlands das LEED-Zertifikat in Gold für sein Klima- und Energiekonzept.

## Galerie

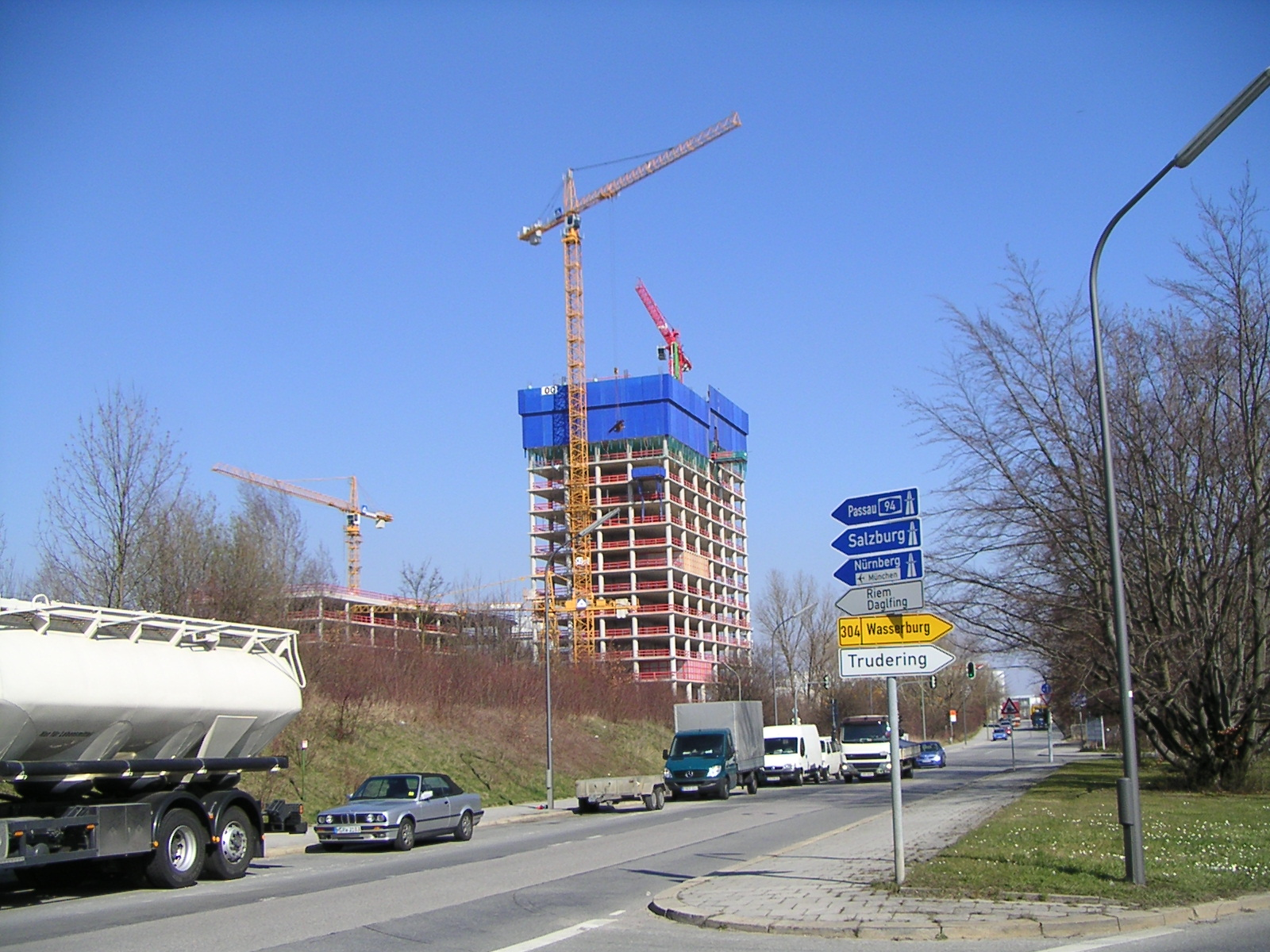
Baufortschritt am 26. März 2007
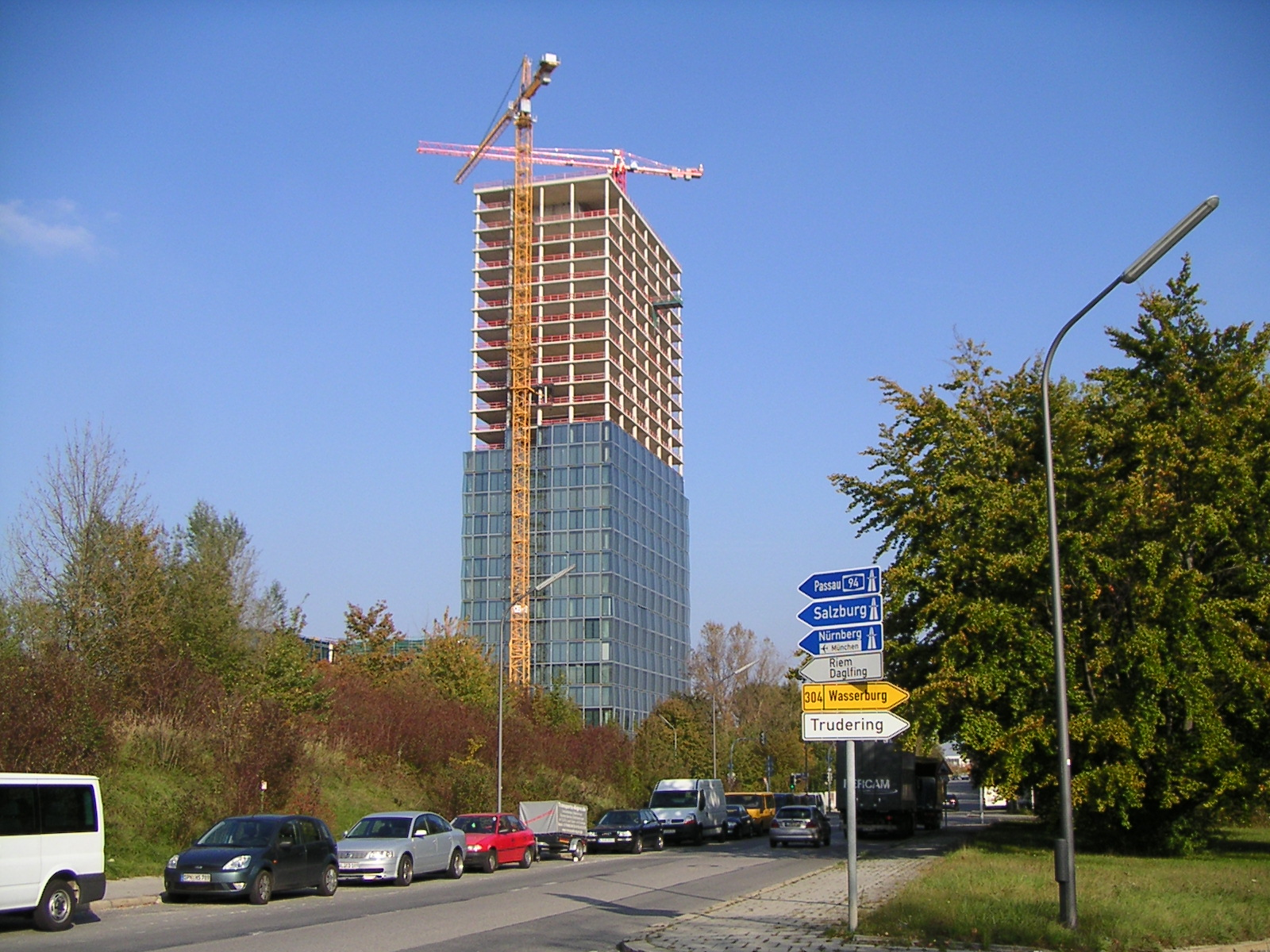
Baufortschritt am 8. Oktober 2007
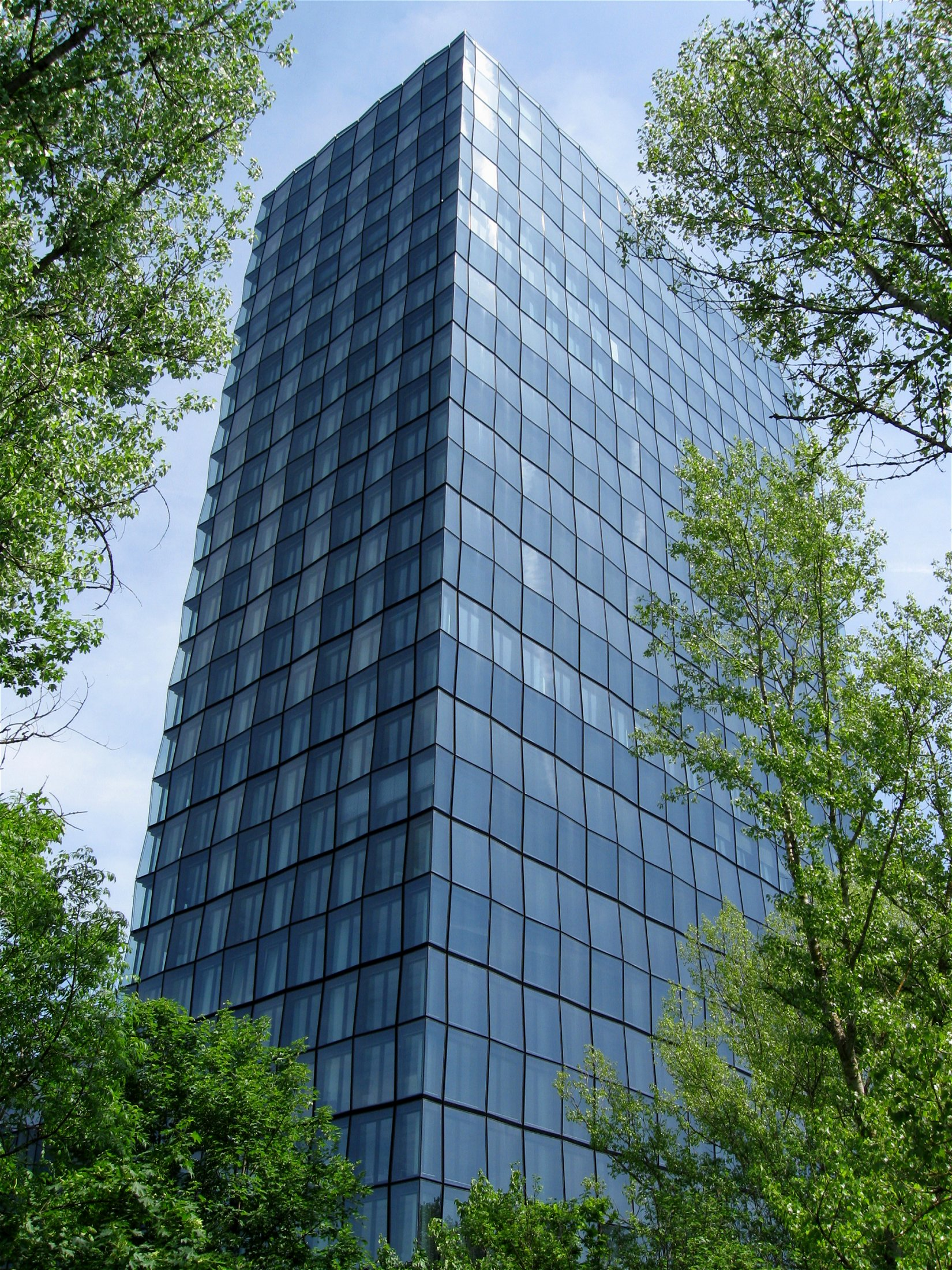
Ansicht von unten